# Sigurður Árnason
Sigurður Oli Árnason (* 10. Oktober 1990) ist ein ehemaliger isländischer Eishockeyspieler, der den Großteil seiner Karriere bei Skautafélag Akureyrar in der isländischen Eishockeyliga unter Vertrag stand. Sein älterer Bruder Birkir ist ebenfalls isländischer Nationalspieler.

## Karriere
Sigurður Árnason begann seine Karriere als Eishockeyspieler bei Skautafélag Akureyrar, mit dem er 2010 isländischer Meister wurde. 2011 wechselte er zu Ísknattleiksfélagið Björninn. Mit dem Klub aus der Hauptstadt Reykjavík gewann er 2012 erneut den isländischen Meistertitel. Nachdem er 2013 zu Skautafélag Akureyrar zurückgekehrt war, beendete er 2014 seine Karriere.

### International
Sigurður Árnason spielte bereits als Jugendlicher für Island. Er nahm an den U18-Weltmeisterschaften 2007 und 2008, als er die beste Plus/Minus-Bilanz des Turniers erreichte, in der Division III sowie dem Division-III-Turnier der U20-Weltmeisterschaft 2006 und den Division-II-Turnieren der U20-Weltmeisterschaften 2007 und 2008 teil.
Für die Herren-Nationalmannschaft spielte Sigurður Árnason in der Division II bei den Weltmeisterschaften 2009 und 2013.

## Erfolge und Auszeichnungen
- 2006: Aufstieg in die Division II bei der U20-Weltmeisterschaft der Division III
- 2008: Beste Plus/Minus-Bilanz bei der U18-Weltmeisterschaft der Division III, Gruppe B
- 2010: Isländischer Meister mit Skautafélag Akureyrar
- 2012: Isländischer Meister mit Ísknattleiksfélagið Björninn